# Éva Orbán
Éva Orbán (ur. 29 listopada 1984 w Pápa) – węgierska lekkoatletka specjalizująca się w rzucie młotem.
W 2001 startowała w finale mistrzostw świata kadetów. Nie zaliczyła żadnej próby w eliminacjach mistrzostw świata juniorów w 2002, a rok później była szósta podczas juniorskich mistrzostw Europy. Nie awansowała do finału podczas swojego debiutu na igrzyskach olimpijskich (2004). W 2005 startowała w młodzieżowych mistrzostwach Europy oraz odpadła w eliminacjach mistrzostw świata. Nie udało jej się awansować do finału mistrzostw Europy w 2006, igrzysk olimpijskich w 2008 oraz mistrzostw świata w 2009. Finalistka mistrzostw Europy w Barcelonie (2010). Latem 2011 zdobyła srebrny medal uniwersjady oraz odpadła w eliminacjach mistrzostw świata. W 2013 była ósma na światowym czempionacie w Moskwie. Uczestniczka mistrzostw Europy w Amsterdamie (2016).
Stawała na podium mistrzostw Węgier, reprezentował swój kraj w drużynowych mistrzostwach Starego Kontynentu oraz brała udział w meczach międzypaństwowych.
Rekord życiowy: 73,44 (25 maja 2013, Halle) – rezultat ten jest aktualnym rekordem Węgier.

## Osiągnięcia
| Rok  | Impreza                               | Miejsce               | Lokata            | Wynik |
| ---- | ------------------------------------- | --------------------- | ----------------- | ----- |
| 2001 | Mistrzostwa świata juniorów młodszych | Debreczyn             | 11. miejsce       | 47.09 |
| 2002 | Mistrzostwa świata juniorów           | Kingston              | –                 | NM    |
| 2003 | Mistrzostwa Europy juniorów           | Tampere               | 6. miejsce        | 62,33 |
| 2004 | Igrzyska olimpijskie                  | Ateny                 | el. – 24. miejsce | 65,76 |
| 2005 | I liga pucharu Europy                 | Gävle                 | 4. miejsce        | 66,08 |
| 2005 | Młodzieżowe mistrzostwa Europy        | Erfurt                | 11. miejsce       | 57,26 |
| 2005 | Mistrzostwa świata                    | Helsinki              | el. – 21. miejsce | 64,26 |
| 2006 | Mistrzostwa Europy                    | Göteborg              | el. – 25. miejsce | 62,55 |
| 2007 | Uniwersjada                           | Bangkok               | 12. miejsce       | 60,19 |
| 2008 | Igrzyska olimpijskie                  | Pekin                 | el. – 34. miejsce | 65,41 |
| 2009 | I liga drużynowych mistrzostw Europy  | Bergen                | 5. miejsce        | 60,96 |
| 2009 | Mistrzostwa świata                    | Berlin                | el. – 14. miejsce | 69,39 |
| 2010 | I liga drużynowych mistrzostw Europy  | Budapeszt             | 1. miejsce        | 69,73 |
| 2010 | Mistrzostwa Europy                    | Barcelona             | 12. miejsce       | 64,99 |
| 2011 | I liga drużynowych mistrzostw Europy  | Izmir                 | 1. miejsce        | 69,73 |
| 2011 | Uniwersjada                           | Shenzhen              | 2. miejsce        | 71,33 |
| 2011 | Mistrzostwa świata                    | Daegu                 | el. – 13. miejsce | 68,89 |
| 2012 | Mistrzostwa Europy                    | Helsinki              | 7. miejsce        | 67,92 |
| 2012 | Igrzyska olimpijskie                  | Londyn                | el. – 17. miejsce | 68,64 |
| 2013 | Zimowy puchar Europy w rzutach        | Castellón de la Plana | 1. miejsce        | 68,81 |
| 2013 | I liga drużynowych mistrzostw Europy  | Dublin                | 1. miejsce        | 68,57 |
| 2013 | Mistrzostwa świata                    | Moskwa                | 8. miejsce        | 72,70 |
| 2014 | Zimowy puchar Europy w rzutach        | Leiria                | 2. miejsce        | 72,49 |
| 2014 | Mistrzostwa Europy                    | Zurych                | –                 | NM    |
| 2015 | Zimowy puchar Europy w rzutach        | Leiria                | 10. miejsce       | 66,03 |
| 2015 | Mistrzostwa świata                    | Pekin                 | el. – 28. miejsce | 64,57 |
| 2016 | Mistrzostwa Europy                    | Amsterdam             | el. – 18. miejsce | 65,86 |
| 2018 | Mistrzostwa Europy                    | Berlin                | el. – 28. miejsce | 59,16 |